# Mourad Boukellal
Mourad Boukellal (arabe : مراد بوكلال) est un ancien footballeur algérien né le 17 janvier 1976 à Alger. Il évoluait au poste de milieu de terrain. Après sa carrière de joueur, il se reconvertit en entraîneur.

## Biographie

### Carrière de joueur
Il évolue en première division algérienne avec les clubs de l'USM El Harrach, du MC Alger et de la JS Kabylie, avant d'aller s'installer au Luxembourg pour jouer en première division luxembourgeoise comme le CS Pétange ou il remporte la coupe du Luxembourg en 2005 et le SC Steinfort. Il dispute 94 matchs en inscrivant huit buts en BGL Ligue.
Il participe aux tour qualificatif pour la Coupe de l'UEFA saison 2005-06 avec le CS Pétange.

### Carrière d'entraîneur
Mourad Boukellal entraîne le club du CS Pétange en 2012 puis le SC Steinfort entre 2014 et 2015.

## Palmarès
| USM El Harrach - Championnat d'Algérie (1) : - Champion : 1997-98. |  | CS Pétange - Coupe du Luxembourg (1) : - Vainqueur : 2004-05. |